# Estação Orbital Lunar

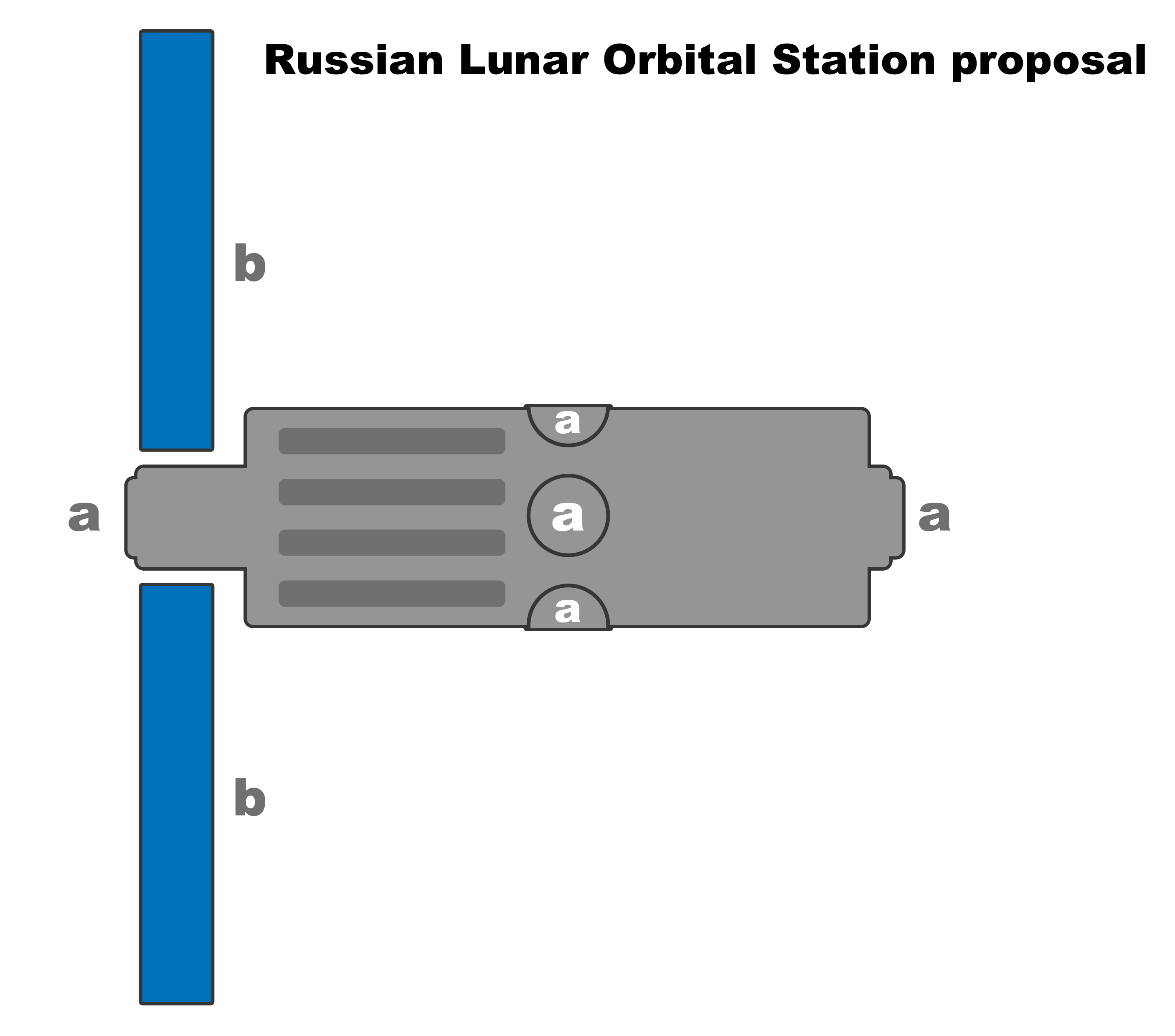
Proposta da Estação Orbital Lunar Russa.

A Estação Orbital Lunar é um projeto russo para uma estação espacial em órbita ao redor da Lua. O projeto foi revelado em uma conferência no Centro de Treinamento de Cosmonautas Yuri Gagarin em Star City. É uma das duas partes da infra-estrutura lunar russa planeada, sendo a outra parte uma base sobre a superfície da Lua. A Estação Orbital Lunar terão seis portos de atracação, antena de comunicação de alta potência, motores para manobra e controle de atitude, painéis solares e um braço robótico, semelhante ao desenvolvido pela Agência Espacial Europeia (ESA), para o Segmento Orbital Russo da Estação Espacial Internacional. A estação será lançada ao espaço por uma versão super pesado do foguete Angara. Espera-se que a mesma seja construída a partir de 2030.